# Larry Lewis
Lawrence Charles "Larry" Lewis (Los Ángeles, California, Estados Unidos, 14 de noviembre de 1969) es un exbaloncestista estadounidense. Jugaba de pívot o de ala-pívot. Jugó en la NCAA en la Universidad de Morehouse. La mayor parte de su carrera ha jugado en la ACB de España y en Japón.

## Trayectoria
Larry Lewis, que llegó a España de la mano del Tenerife de LEB en la temporada 2001-02 (ya superado la treintena), cumplió una década en nuestro básquet defendiendo la camiseta de Assignia Manresa en su última campaña en el baloncesto español, promediando 5.9 puntos y 3 rebotes por encuentro. Previamente jugó en diversos equipos como el Gran Canaria, Unicaja, Alicante, Estudiantes o CAI Zaragoza. 
En 2011 firma con el Club Atlético Obras Sanitarias de la Nación dando el salto de continente sudamericano. En este equipo será dirigido por el seleccionador argentino y ex de la ACB Julio Lamas y forma dupla interior con Juan Pedro Gutiérrez.

## Selección nacional
Ha sido internacional con la Selección de baloncesto de Estados Unidos.

## Clubes
- Morehouse University - (Estados Unidos): 1989-1992
- San Carlos - (República Dominicana): 1992]]-1993
- Harrisburg Hammerheads - (Estados Unidos): 1993-1994
- Rapid City Thrillers - (Estados Unidos): 1994-1995
- ??? - (Chipre): 1995-1996
- Mitsubishi Dolphins - (Japón): 1996-2001
- CB Tenerife - (España): 2001-2002
- CB Gran Canaria - (España): 2002-2003
- Unicaja - (España): 2003-2004
- CB Lucentum Alicante - (España): 2004-2007
- Estudiantes - (España): 2007-2008
- CAI Zaragoza - (España): 2008 - 2009
- Unicaja - (España): 2009
- Bàsquet Manresa - (España): Dic. 2009-2011
- Club Atlético Obras Sanitarias de la Nación - (Argentina): 2011

## Palmarés

### Campeonatos internacionales
- Medalla de Plata Campeonato Panamericano Mar del Plata 1995 con Selección de Estados Unidos.

### Individual
- MVP de la Liga LEB 2001-02 (con el Tenerife Baloncesto)[1]
- MVP de la Copa Príncipe de Asturias 2001-02 (con el Tenerife Baloncesto)[2]